# Solieria modesta
Solieria modesta là một loài ruồi trong họ Tachinidae.